# Bureakivșciîna, Velîka Bahacika
Bureakivșciîna (în ucraineană Буряківщина) este un sat în așezarea urbană Velîka Bahacika din regiunea Poltava, Ucraina.

## Demografie
Componența lingvistică a localității Bureakivșciîna
     Ucraineană (97,3%)
     Belarusă (2,7%)
Conform recensământului din 2001, majoritatea populației localității Bureakivșciîna era vorbitoare de ucraineană (97,3%), existând în minoritate și vorbitori de belarusă (2,7%).